# بنیاد مرزهای الکترونیکی
بنیاد مرز الکترونیکی، (به انگلیسی: EFF) که در فارسی با نام‌های بنیاد حریم الکترونیک، بنیاد مرز الکترونیک، بنیاد جبههٔ الکترونیک، بنیاد مرزداران الکترونیک، بنیاد حریم الکترونیک، بنیاد خط مقدم الکترونیک، بنیاد پیشرو الکترونیک، بنیاد پیشگامان الکترونیک و بنیاد پیشگام الکترونیک نیز شناخته می‌شود، یک سازمان غیر انتفاعی بین‌المللی، بنیانگذاری‌شده در آمریکا است.
این بنیاد فعالیت‌های خود را از راه‌های گوناگونی انجام می‌دهد، از جمله فراهم‌آوردن بودجه برای دفاع حقوقی در دادگاه‌ها، فراهم‌آوردن اطلاعات برای دادگاه‌ها، دفاع از افراد و فناوری‌های نو در برابر تهدیدهای قانونی‌ای که بی‌پایه یا گمراه‌کننده تلقی می‌شوند، تلاش برای افشای اعمال خلاف قانون دولت، راهنمایی دولت و دادگاه‌ها، سازمان‌دادن به فعالیت‌های سیاسی و نامه‌های انبوه، پشتیبانی از فناوری‌های نو که معتقد است مایهٔ حفظ آزادی مدنی هستند، نگهداری از یک دادگان و وبگاه‌هایی که اطلاعات مرتبطی ارائه می‌کنند، نظارت و به چالش کشیدن قانون‌گزاری‌هایی که معتقد است آزادی سیاسی و استفادهٔ منصفانه را نقض می‌کنند، جمع‌آوری فهرستی از آنچه سوء استفاده از حق اختراع می‌نامد با هدف از بین بردن آن‌هایی که شایستگی ندارند.